# Мануфахи
Мануфахи е една от 13-те административни области на Източен Тимор. Населението ѝ е 53 691 жители (по преброяване от юли 2015 г.), а площта 1333 кв. км. Намира се в часова зона UTC+9. ISO 3166 кодът ѝ е TL-MF.